# Tingena pharmactis
Tingena pharmactis är en fjärilsart som först beskrevs av Edward Meyrick 1905.  Tingena pharmactis ingår i släktet Tingena och familjen praktmalar. Inga underarter finns listade i Catalogue of Life.